# Бауэрншмидт, Эми
Эми Н. Бауэрншмидт (англ. Amy N. Bauernschmidt; род. 1972, Милуоки, штат Висконсин) — офицер ВМС США, первая женщина, назначенная на пост командира американского авианосца. 19 августа 2021 года Бауэрншмидт приняла командование авианосцем CVN-72 «Авраам Линкольн».

## Биография
Бауэрншмидт выросла в Милуоки, шт. Висконсин. В мае 1994 года окончила Военно-морскую академию США со степенью бакалавра наук в области океанотехники. После окончания летного училища в 1996 году была назначена летчиком ВМФ. Позже Бауэрншмидт получила степень магистра в области национальной безопасности и стратегических исследований в Военно-морском колледже.

## Карьера
По образованию пилот вертолёта, Бауэрншмидт служила в вертолётной эскадрилье HSL-45 «Wolfpack» на эсминце USS John Young и HSL-51 «Warlords» на авианосце CV-63 «Китти Хок»). Позже она служила старшим помощником, а затем командиром эскадрильи HSM-70 «Spartans» CVN-77 «Джордж Буш». В сентябре 2016 года после окончания школы ядерной энергетики Бауэрншмидт стала старшим помощником капитана авианосца CVN-72 «Авраам Линкольн». 5 августа 2019 года она приняла на себя командование десантным транспортом-доком LPD-22 «Сан-Диего». 19 августа 2021 года Бауэрншмидт стала командиром авианосца CVN-72 «Авраам Линкольн».